# Свети Мартин на Мури
Свети Мартин на Мури је насељено место и седиште општине у Међимурској жупанији, Хрватска. До територијалне реорганизације у Хрватској налазио се у саставу бивше велике општине Чаковец.

## Становништво
На попису становништва 2011. године, општина Свети Мартин на Мури је имала 2.605 становника, од чега у самом Светом Мартину на Мури 435.

## Попис1991.
На попису становништва 1991. године, насељено место Свети Мартин на Мури је имало 531 становника, следећег националног састава:
| Попис 1991.‍ | Попис 1991.‍ | Попис 1991.‍ | Попис 1991.‍ | Попис 1991.‍ |
| ----------- | ----------- | ----------- | ----------- | ----------- |
|             |             |             |             |             |
| Хрвати      | Хрвати      |             | 505         | 95,10%      |
| Словенци    | Словенци    |             | 11          | 2,07%       |
| Чеси        | Чеси        |             | 1           | 0,18%       |
| непознато   | непознато   |             | 14          | 2,63%       |
| укупно: 531 |             |             |             |             |